# Substantivsjuka
Substantivsjuka eller nominalisering är en överanvändning av substantiv istället för verb i meningar där konstruktionen med verbet är enklare eller tydligare. 

## Exempel
Fullmäktige genomförde omröstning om försäljning av bolaget.
i stället för bättre
Fullmäktige röstade om att sälja bolaget.